# Pietro Vecoli
 (août 2025).
Pietro Vecoli est un musicien et compositeur d’origine lucquoise. On ignore quel est son lien de parenté avec son compatriote Regolo Vecoli ; toutefois les dates de leurs publications suggèrent que Regolo est de la génération qui précède celle de Pietro.

## Biographie

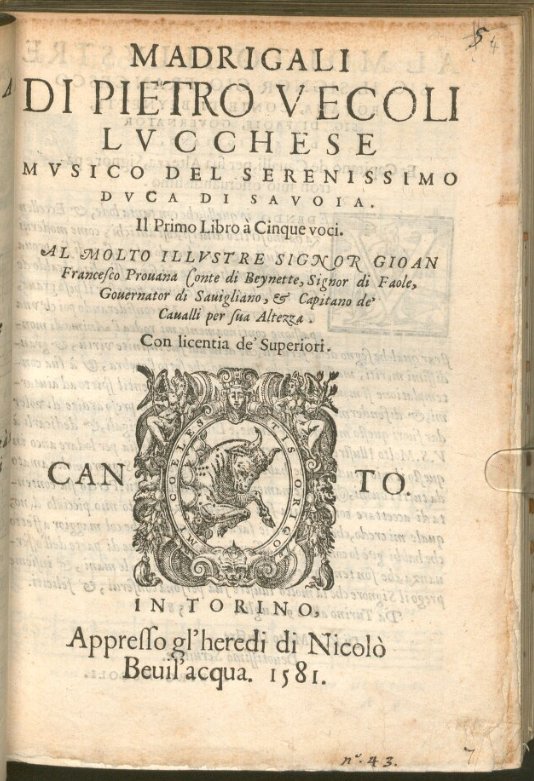
Page de titre des Madrigali à 5 voix de Pietro Vecoli (Turin, 1581)

Il est actif vers 1580-1597 et travaille pour la cour de Savoie, à croire le titre de ses madrigaux parus à Turin en 1581, où il nommé musicien de Charles-Emmanuel Ier, duc de Savoie.
Il réapparaît à Paris en 1587, où il publie son second livre de madrigaux, cette fois offert au financier Sebastiano Zametto, un financier d’origine lucquoise qui s’était mis au service de la cour de France.
Après cet épisode parisien, Pietro retourne à la cour de Savoie, où il compose les intermèdes pour la tragédie Adelmonda di Frigia de Federico Della Valle, montée pour la visite d’état à Turin de l’archiduc d’Autriche en novembre 1596, dont la musique est conservée, et pour lesquels il prépare un exemplaire de dédicace à la duchesse de Savoie.

## Œuvre
- Madrigali di Pietro Vecoli Lucchese musico del serenissimo dica di Savoia, il primo libro a cinque voci (Turin, heredi di Nicolo Bevil’acqua, 1581). 5 vol. 4°[3].

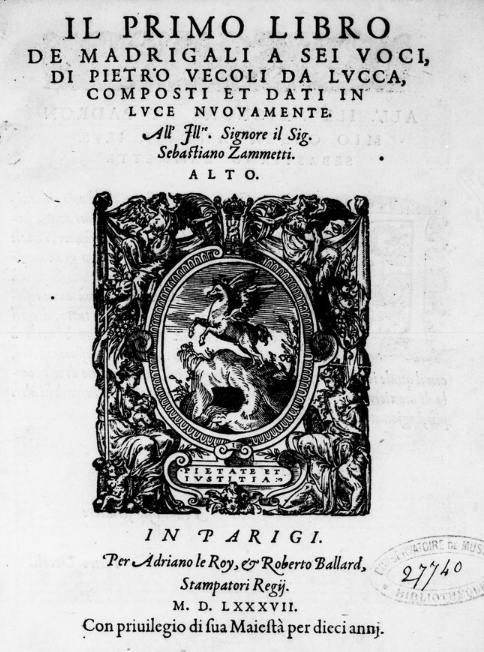
Page de titre des Madrigali de Pietro Vecoli, Paris, 1587.

- Il primo libro de madrigali a sei voci, di Pietro Vecoli da Lucca, composti et dati in luce nuovamente... (Paris, Le Roy et Ballard, 1587. 6 vol. 4° obl[4]. Parmi les 17 madrigaux contenus, un seul reparaît en 1601 dans un recueil anversois (RISM 1601-5).
- Intermedi pour la tragédie Adelmonda di Frigia[5], constitué de trois parties totalisant vingt mouvements, la plupart pour deux dessus et basse. Ils incluent des entrées et des danses, de même des pièces plus illustratives avec des bergers, des sirènes, des satyres et des harpies.